# Милица Јелић Глигоровић
Милица Јелић Глигоровић (Београд, 1945 — Београд, 30. април 2018) је била српска сликарка.

## Биографија
Рођена је 1945. године у Београду. Завршила је постдипломске студије на Факултету примењених уметности Универзитета уметности у Београду. Учествовала је на изложби З. Поповића, Мирослава Радовића и Миодрага Јелића у Београду 1969, изложби београдског Графичког круга 1969. и 1970, изложби С. Мусића, С. Иванковића и Миодрага Јелића у Београду 1970, изложбама југословенске графике у Килу, Бону, Пезару, Тунису, Мароку и Белгији и другим. Преминула је 30. априла 2018. у Београду где је сахрањена 5. маја на Новом гробљу.